# كيتيفونغ بلويمجاي
كيتيفونغ بلويمجاي (29 مارس 1993 بمحافظة سورين في تايلاند - ) هو لاعب كرة قدم تايلندي في مركز الهجوم. لعب مع نادي بران ونادي بوريرام يونايتد وPhrae United F.C. ‏ وSurin City F.C. ‏ وSukhothai F.C. ‏ وNest-Sotra Fotball ‏.

## وصلات خارجية
- كيتيفونغ بلويمجاي على موقع قاعدة بيانات كرة القدم.إي يو (الإنجليزية)
- كيتيفونغ بلويمجاي على موقع Soccerway.com (الإنجليزية)
- كيتيفونغ بلويمجاي على موقع عالم كرة القدم.نت (الإنجليزية)